# Chwalęcin (województwo dolnośląskie)
Chwalęcin (niem. Quanzendorf) – wieś w Polsce położona w województwie dolnośląskim, w powiecie dzierżoniowskim, w gminie Niemcza.

## Podział administracyjny
W latach 1975–1998 miejscowość administracyjnie należała do województwa wałbrzyskiego.

## Demografia
Najmniejsza wieś gminy Niemcza. Według ostatniego Narodowego Spisu Powszechnego liczyła 46 mieszkańców (31 III 2011 r.).